# Meerbeck
Meerbeck ist eine Gemeinde in der Samtgemeinde Niedernwöhren, die wiederum im Landkreis Schaumburg liegt.

## Geografie
Die Gemeinde liegt südlich des Schaumburger Waldes und etwa vier Kilometer nordwestlich der Kreisstadt Stadthagen. Der Mittellandkanal verläuft in der Gemarkung Volksdorf entlang der südlichen Seite des Schaumburger Waldes durch das Gemeindegebiet.
Nachbargemeinden sind im Uhrzeigersinn die Gemeinden Wiedensahl, Niedernwöhren und Nordsehl, die Stadt Stadthagen mit den Ortsteilen Enzen und Hobbensen, die Gemeinde Hespe und deren Ortsteil Levesen, sowie die Stadt Petershagen in Nordrhein-Westfalen.
Meerbeck gliedert sich in die Ortsteile Meerbeck, Volksdorf und Kuckshagen. Die Gemeinde Meerbeck ist mit einstimmigen Beschluss des Gemeinderates vom 16. Februar 1973 der Samtgemeinde Niedernwöhren zum 1. März 1974 als Mitgliedsgemeinde beigetreten.
Die Stellungnahme des Landkreises Schaumburg-Lippe vom 6. März 1972 zum Diskussionsvorschlag für die Neugliederung der Gemeinden im Raum Schaumburg-Lippe beinhaltete die Feststellung, dass die Gemeinden Hobbensen und Kuckshagen weniger als 400 Einwohner haben. Sie können nur Mitglied einer Samtgemeinde werden, wenn sie sich vorher mit einer anderen Gemeinde zusammenschließen. Kuckshagen ist zweckmäßigerweise Volksdorf anzuschließen. Die Gemeinde Hobbensen hat beschlossen, sich der Gemeinde Meerbeck einzugliedern. Entgegen diesen Plänen wurde die Gemeinde Hobbensen der Stadt Stadthagen angegliedert und die Gemeinden Kuckshagen und Volksdorf beantragten ihre Eingemeindung in die Gemeinde Meerbeck.

## Geschichte

### Meerbeck

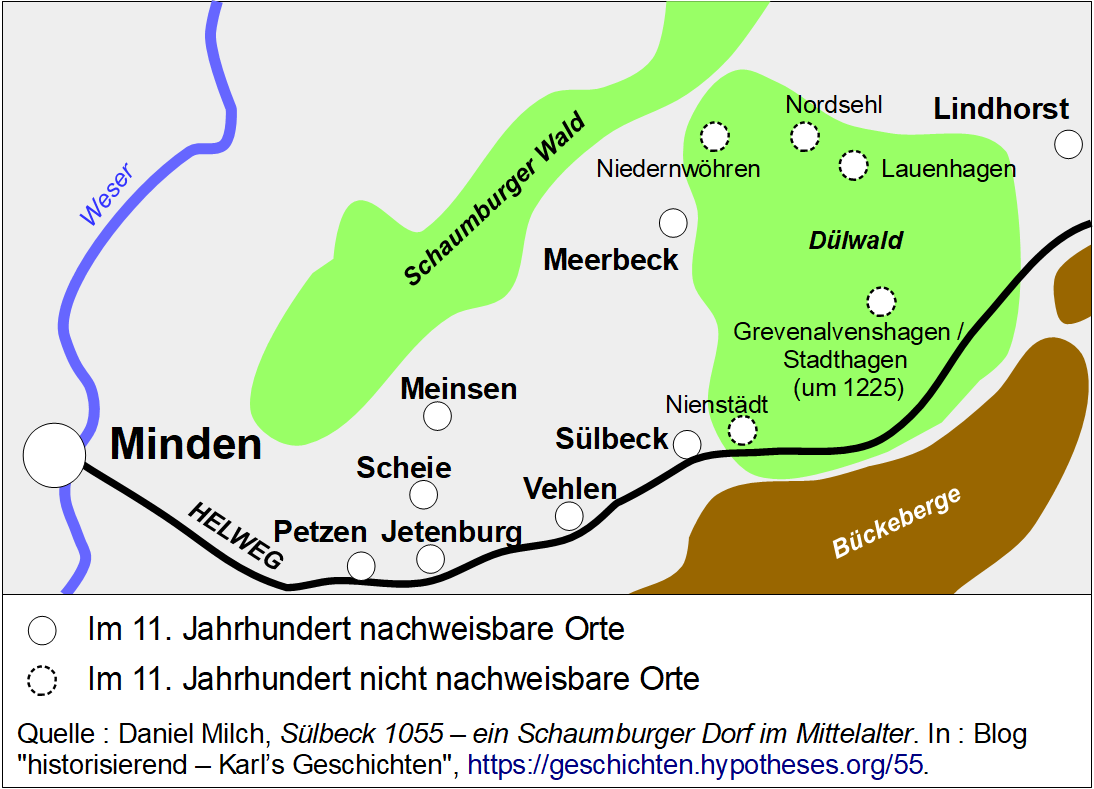
Skizze von Meerbeck und seiner Umgebung im 11. Jahrhundert.

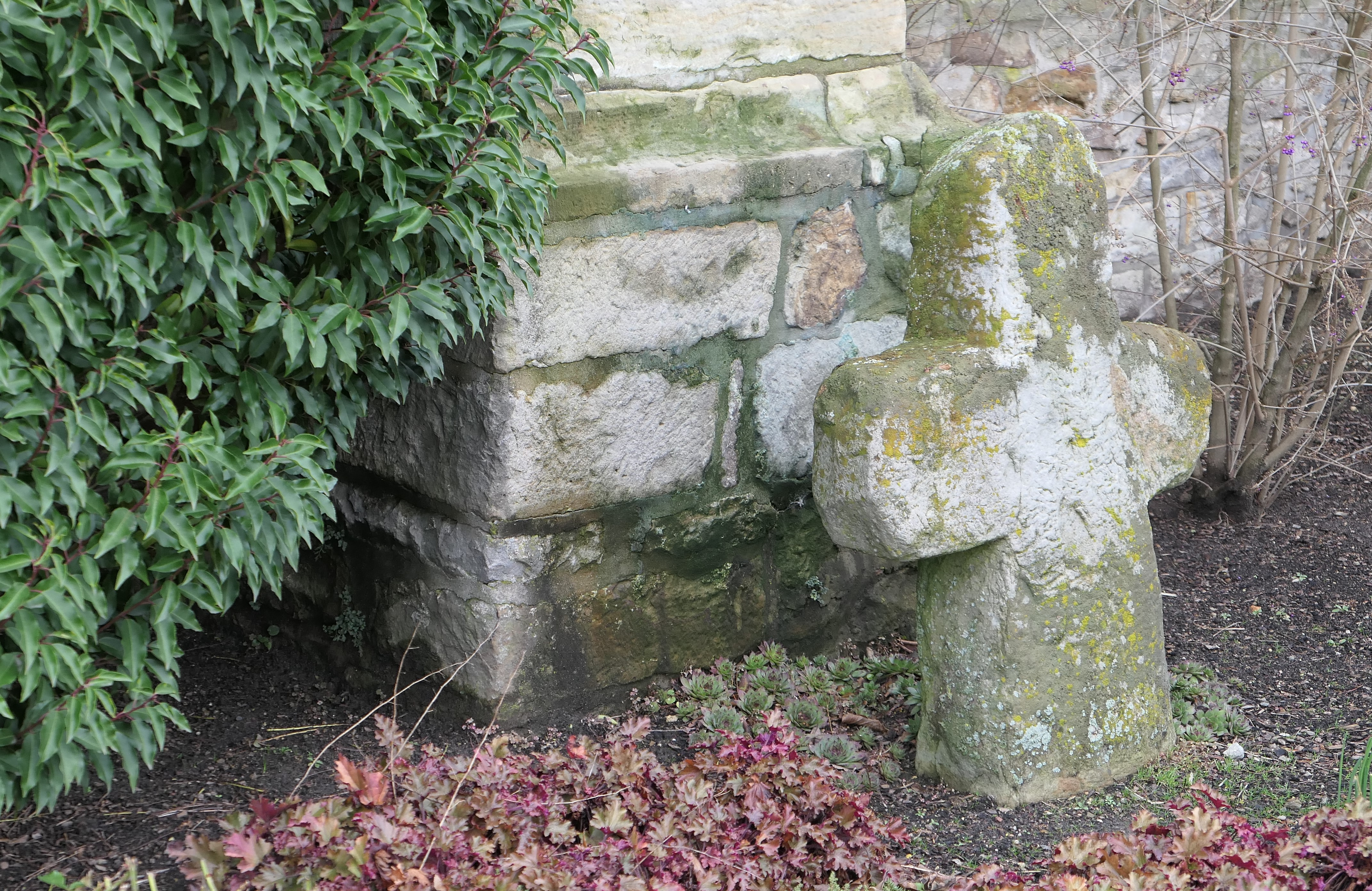
Steinkreuz des Gogerichtes an der Südseite der Meerbecker Bartholomäus-Kirche

Meerbeck liegt als eine der ältesten Ansiedlungen des Schaumburger Landes im Vorland der Bückeberge auf der Wasserscheide zwischen Weser und Leine, der sogenannten „Meerbecker Schwelle“. Angelegt wurde Meerbeck an der Moorbeeke, die in die Gehle mündet. Von dieser Lage leitet sich auch der Ortsname ab. „Bach (Beeke) der durch das Moor fließt“. In sächsischer Zeit vor mehr als 700 Jahren war Meerbeck Mittelpunkt eines Gogerichtsbezirkes. Der von großen Steinblöcken umhegte Gerichtsplatz wurde 1895 durch den Bau einer Trasse für eine Kleinbahn zerstört. Das alte Steinkreuz der Thingstätte, das in den 1960er Jahren noch an seinem alten Platz 500 m südöstlich des Dorfes stand, befindet sich heute vor der südlichen Langhauswand der Kirche in Meerbeck. Am 3. März 1013 wurde es erstmals als Meribiki bei einer Übereignung an die Paderborner Kirche urkundlich erwähnt. Im Jahre 1030 gab es in Meerbeck sechs Bauernhöfe, darunter einen grundherrlichen Haupthof, sowie die dem Apostel St. Bartholomäus geweihte Kirche, die am 2. November 1031 in einer Stiftungsurkunde des Benediktinerklosters St. Peter und Paul (Abdinghof) in Paderborn erstmals erwähnt wurde. Weitere Höfe entstanden in der darauf folgenden Rodungszeit des 12. und 13. Jahrhunderts.
Im 11. Jahrhundert erstreckte sich östlich von Meerbeck der Dülwald, von dem noch längere Zeit ein schmaler Streifen entlang der Gehle weiterbestand, etwa dort, wo später Kuckshagen entstand. In der Mitte des 12. Jahrhunderts besaß der in Sülbeck ansässige Edelherr Mirabilis einige Besitzungen in Meerbeck. Von diesen beiden Dörfern aus trieb er die Rodung des Dülwaldes über die Meerbecker Schwelle hinaus nach Osten voran. Die großen Hagenrodungen wurden ab 1225 von den Schaumburger Grafen weitergeführt, die seit 1220 die Gerichtsstätte Obernkirchen besaßen, so dass der Dülwald allmählich verschwand. Dabei wurde 1222 „Grevenalveshagen“ (Graf Adolfs Hagen), das zukünftige Stadthagen, gegründet. 1181 erhielt der dem Mindener Bischof unterstehende Probst von Obernkirchen die Gerichtsbarkeit über verschiedene Kirchen, darunter auch Meerbeck.

### Kuckshagen
Kuckshagen wurde urkundlich 1247 als Luckeshagen erwähnt. Graf Ludolf von Roden-Wunstorf erhielt vom Bischof von Minden die Hagenkolonie zum Lehen.
Die Französische Revolution von 1789 beeinflusste auch in Schaumburg-Lippe das Bewusstsein für Ungerechtigkeiten, hier besonders in Bezug auf die Steuerpflichten. So kam es am 15. und 16. März 1793 zum sogenannten „Kuckshäger Krieg“. Schon seit 1784 wurde versucht, zusätzliche Steuern zu erheben, da Preußen und „Kurhannover“ (Kurfürstentum Braunschweig-Lüneburg) die Grafschaft Schaumburg-Lippe zum Straßenbau zwangen. Die Bauern weigerten sich, die Lasten zu tragen und führten Klage vor dem Reichskammergericht. Erst nach dem Tod des Grafen Philipp Ernst 1787 gab es eine gewisse Bereitschaft zum Kompromiss und es wurde sogar ein Plebiszit unter den Hofbesitzern abgehalten. Da trotzdem die Steuern erhöht werden sollten, lehnten die Bauern den Kompromiss ab, erhoben weitere örtlich unterschiedliche Forderungen bis hin zur Abschaffung der  grundherrschaftlichen Ordnung. Als die Herrschaft des Landes im März 1793 begann, die Steuern einzutreiben, erhoben sich zwischen 600 und 1000 Bauern des Amtes Stadthagen. Preußische und hannoverische Truppen schlugen aber diesen bäuerlichen Aufstand nieder. Einige der als Anführer identifizierten Bauern wurden verhaftet und zu Geld- und Zuchthausstrafen verurteilt. Im Juli desselben Jahres setzte sich der Meerbecker Pastor Ernst Christian Duve für die Freilassung von drei verhafteten Männern ein.

### Volksdorf

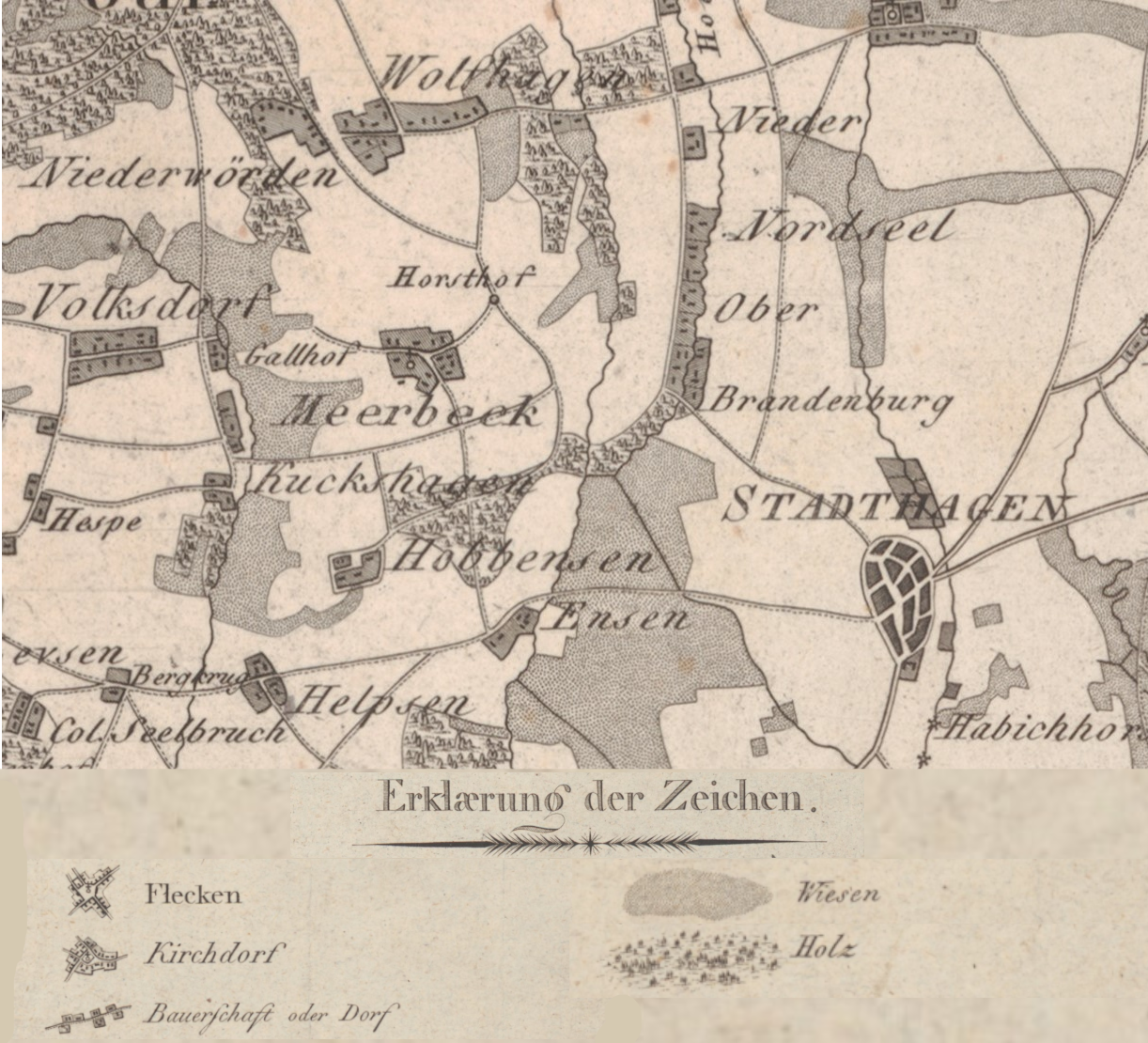
Meerbeck und seine Umgebung auf einer nach 1805 entstandenen Karte.

Volksdorf erschien am 13. April 1029 als Folchardesdorfa in einer Urkunde. Kaiser Konrad II. bestätigte die Ausstattung des Martinistifts in Minden mit zwei Hufen Land durch Bischof Siegbert. In den Jahren 1601 und 1622 wurde jeweils eine Frau aus Volksdorf wegen Hexerei verurteilt und hingerichtet. Die Wasserburg Gallhof wurde 1332 als curiam Ghelehof erwähnt. Die Grundsteinlegung des Forsthauses Hiddenserborn erfolgte am 8. Januar 1800 durch den Jäger Johann Ernst Ludwig aus Rusbend. Er erhielt am 8. September 1800 den Meierbrief. Später befand sich dort ein Schwefelbad und es gab den Zusatz „Bad“. Heute befindet sich dort das Hotel Bad Hiddenserborn, ein Ausflugslokal.

### Hollandgängerei und Heringsfischerei
Als die in Emden und anderen Nordseehäfen entstandenen Heringsfanggesellschaften um 1870 immer weiter wuchsen und entsprechend mehr Menschen für ihre Schiffsbesatzungen brauchten, wurden auch in den Schaumburg-lippischen Dörfern und im angrenzenden Westfalen Männer angeworben. Die Werber konnten dabei von der älteren Tradition der Hollandgängerei profitieren. Schon nach dem Dreißigjährigen Krieg (1618–1648), spätestens seit Anfang des 18. Jahrhunderts zogen junge Landbewohner in Gruppen von 20 bis 25 Männer nach Holland zum Grasmähen. Im Jahre 1759 verbot der Schaumburg-lippische Graf Wilhelm jedoch das Arbeiten außer Landes, da durch den Siebenjährigen Krieg (1756–1763) im Schaumburger Land Arbeitskräftemängel herrschte. Es gingen wegen der besseren Bezahlung trotzdem weiterhin Männer nach Holland, auch um dort auf den Werften zu arbeiten, und auch um auf Segel-Loggern anzuheuern.
Bei einer Gesamtbevölkerung von etwa 680 Einwohnern gab es 1911 in Meerbeck unter den 194 Hausbesitzern und Haushaltsvorständen, darunter nur wenige Frauen, meist Witwen, 164 als Seeleute, Schiffer oder Heringsfischer beschäftigte Männer. Das entsprach etwa 21 % der arbeitenden Männer dieser Kategorie im Dorf, wobei etwa 13 % Landwirte waren, die übrigen im Wesentlichen Handarbeiter, Facharbeiter und Tagelöhner. In Volksdorf gab es bei einer Bevölkerung von etwa 450 Einwohnern 92 Hausbesitzer und Haushaltsvorstände, in Kuckshagen 33 bei 87 Einwohnern. In diesen zwei Gemarkungen betrug der Anteil der Landwirte jeweils etwa ein Drittel. Der Anteil der Tagelöhner, in Volksdorf auch derjenige der Arbeiter und Handwerker, lag deutlich höher als in Meerbeck, und es gingen nur jeweils 14 bis 15 % der entlohnt arbeitenden Männer zur See.
In der ersten Hälfte des 20. Jahrhunderts stammten etwa 30 bis 40 % der Kapitäne, Steuermänner und Mannschaftsmitglieder auf den Heringsloggern aus Schaumburg-lippischen Dörfern und dem angrenzenden Westfalen. 1935 kamen allein aus Schaumburg Lippe 400 Matrosen und 40 Kapitäne. Meerbeck und Niedernwöhren waren unter den Dörfern, die die meisten Heringsfischer aus der Gegend stellten. Zwischen 1830 und 1963 fuhren zu manchen Zeiten gleichzeitig 25 Kapitäne und 120 Mann aus Niedernwöhren zur See. Schon im 19. Jahrhundert, bildeten die Heringsfischer eine Form von Gewerkschaft, den sogenannten Heuerausschuss, und ab 1894 den Deutschen Heringsfängerverband mit Sitz in Niedernwöhren, der bis zum Ersten Weltkrieg bestand. In den Wintermonaten wurden die Seeleute häufig in Gasthäusern aus- und fortgebildet, zum Beispiel in Niedernwöhren, wobei die besten Schüler auf die Steuermannsprüfung vorbereitet wurden. Ab Mitte der 1950er Jahre sank jedoch das Interesse an der Heringsfischerei bei den Landbewohnern, da es zunehmend Arbeitsplätze in der Industrie der Umgebung, z. B. Stadthagen, gab.

### Seemannsdenkmal

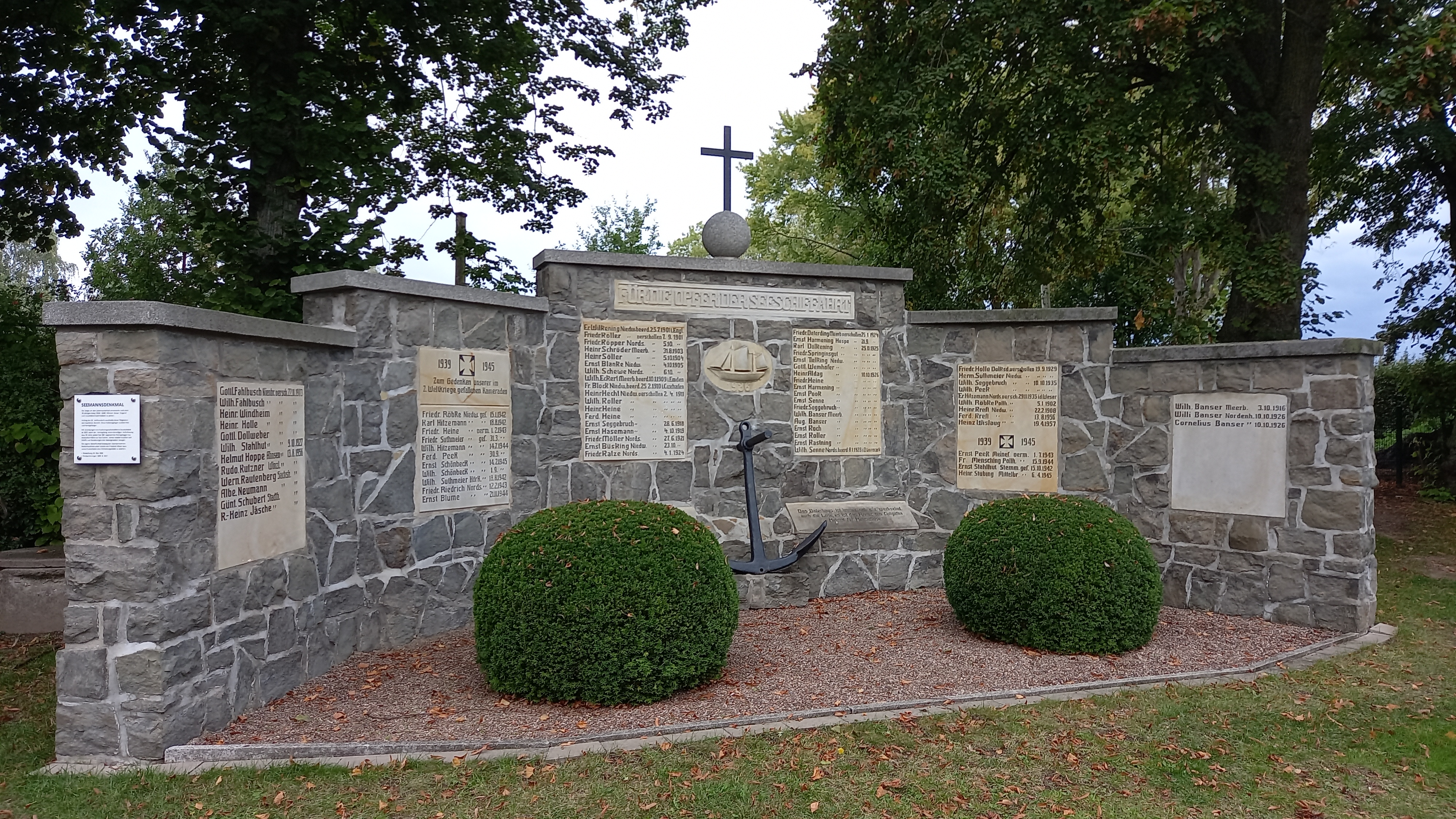
Das Seemannsdenkmal auf dem Friedhof in Meerbeck

Das Seemannsdenkmal auf dem Meerbecker Friedhof wurde vom Seemannsverein Niedernwöhren initiiert und am 10. Mai 1936 eingeweiht. 1996 und 2017 wurde es renoviert. Zusätzliche Namenslisten wurden nach 1936 hinzugefügt, da die 76 dort geehrten Seeleute zwischen 1901 und 1957 zu Tode gekommen sind. Die allermeisten, 54, sind auf See – eine Person in der Weser – verschollen – davon zwei 1916 und 1918 während des Ersten Weltkriegs. Weiter 15 sind im Zweiten Weltkrieg gefallen oder vermisst. Bei vier Seeleuten sind die Grabstellen bekannt, diese liegen in England und Dänemark, bzw. in Emden und Cuxhaven. Bei drei Namen gibt es dazu keine Angabe. Aus Meerbeck stammen 10 Seemänner, die überwiegende Zahl, 33, kamen aus Niedernwöhren, acht aus Nordsehl und sechs aus Nienbrügge. Die anderen Heimatorte sind Ahnsen, Hespe, Hörkamp, Meinefeld, Mittelbrink, Pollhagen, Sachsenhagen, Stadthagen, Stemmen, Volksdorf und Winzlar, beziehungsweise „Nordenh.“ (Nordenham an der Wesermündung?).

### Jüdische Einwohner

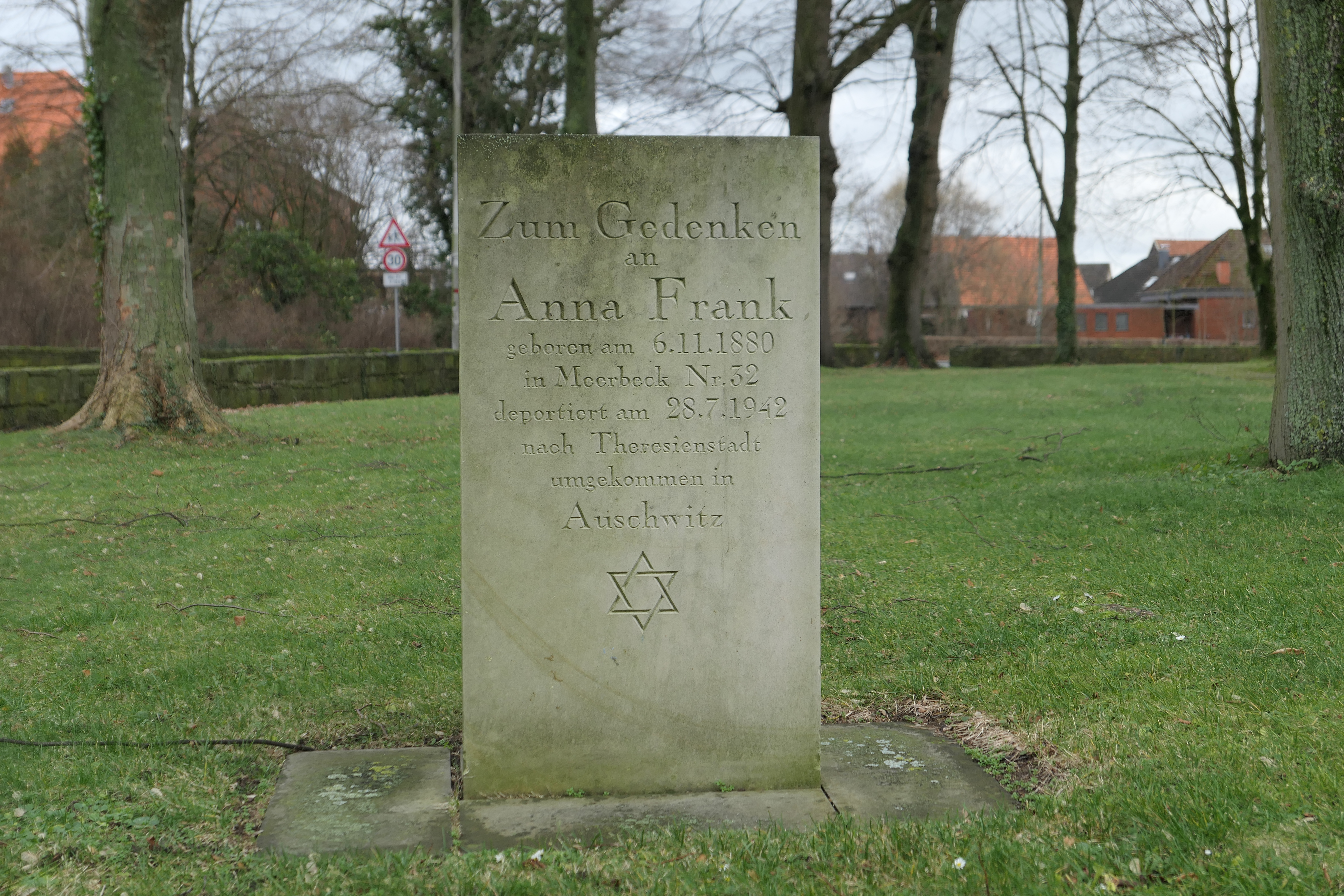
Gedenkstein für Anna Frank vor der Meerbecker Kirche

Jüdische Bewohner sind in Meerbeck seit dem 18. Jahrhundert in geringer Zahl als Händler, Schlachter, Mägde und Knechte bezeugt. Im letzten Drittel des 18. Jahrhunderts wurden
zwei jüdische Mädchen getauft und  erhielten christliche Namen. Etwa zur gleichen Zeit erhielt das Oberhaupt zumindest einer jüdischen Familie einen Schutzbrief, der ihn gegen eine Abgabe an den schaumburg-lippischen Grafen zu einem Schutzjuden machte. Eine jüdische Familie bewohnte ein Haus gegenüber der Kirche, das 1813 von der gräflichen Regierung zu einer abgabenpflichtigen Brinkstelle, dessen Haushaltsvorstand somit zum Brinksitzer, gemacht wurde, und bei dieser Gelegenheit die Nr. 32 erhielt. Seit 1840 trug diese Familie per Landesverordnung den offiziellen Hausnamen Frank.
Die letzte jüdische Bewohnerin des Ortes in der Zeit des Nationalsozialismus war die 1880 geborene taubstumme Näherin Anna Frank. Sie wurde verhaftet und am 28. Juli 1942 ins Ghetto Theresienstadt deportiert, später, am 15. Mai 1944 von dort nach Auschwitz, wo sie ermordet wurde. Das Haus und der übrige Besitz der Familie wurden von der NS-Regierung eingezogen, aber der Gemeinde zur Verfügung gestellt. Es wurde später noch bewohnt, bis es nach einem von 1948 bis 1953 dauernden Verfahren an die jüdische Vermögensverwaltung Jewish Trust Corporation for Germany zurückerstattet und von dieser verkauft wurde. Das Haus wich später einem Neubau. Ein Gedenkstein vor der Kirche erinnert seit 1997 an Anna Frank.

### Meerbeck als DP-Lager von 1945 bis 1948
Am 9. Mai 1945 musste der gesamte Ort Meerbeck auf Anordnung der britischen Militärregierung für die Unterbringung von Displaced Persons geräumt werden. Dies waren Menschen, die vom NS-Staat für die Zwangsarbeit deportiert wurden. Später wurde das Lager überwiegend mit Personen aus baltischen Ländern belegt. Zeitweise waren bis zu 3000 Personen in Meerbeck untergebracht. Erst ab September 1948 konnten die Meerbecker wieder in ihre Häuser zurückkehren.

## Religion
- Die evangelischen Christen der Gemeinde bilden mit denen aus Enzen, Hobbensen, Niedernwöhren und Teilen von Nordsehl und Stadthagen die ev.-luth. Kirchengemeinde St. Bartholomäus mit der Kirche St. Bartholomäus in Meerbeck. Man nennt Meerbeck auch das Kirchdorf.
- Die katholischen Gläubigen gehören zur Pfarrgemeinde St. Joseph in Stadthagen.

## Politik/Verwaltung

### Gemeinderat
Der Rat der Gemeinde Meerbeck besteht aus 11 Ratsmitgliedern. Die Ratsmitglieder werden durch eine Kommunalwahl für jeweils fünf Jahre gewählt.
Bei der letzten Kommunalwahl 2021 ergab sich folgende Sitzverteilung:
| Gemeinderat 2021Insgesamt 11 Sitze - SPD: 8 - CDU: 3 |

### Bürgermeisterin
Bürgermeisterin ist Sabine Druschke, Gemeindedirektorin ist Aileen Borschke.

## Kultur und Sehenswürdigkeiten
Sehenswert ist in Meerbeck die St.-Bartholomäus-Kirche, die im Jahr 1031 erstmals als „merebeke cum ecclesia“ erwähnt wurde.

## Sport
- Der Tennisclub Meerbeck e. V. unterhält drei Tennisplätze mit einem Vereinsheim.
- Schießsport betreibt der Schützenverein Volksdorf e. V. im Schützenhaus mit einer Schießsportanlage und einem Gelände für Bogenschießen.
- Tanzen findet in der Volkstanz- und Trachtengruppe statt, die auch gleichzeitig Heimatpflege betreibt.

## Wirtschaft und Infrastruktur

### Öffentliche Einrichtungen
- Für Sicherheit und Ordnung ist das Polizeikommissariat Stadthagen zuständig. Im Tagdienst ist eine Polizeistation in Niedernwöhren eingerichtet.
- Der abwehrende Brandschutz und die allgemeine Hilfe wird durch die Freiwillige Feuerwehr Meerbeck-Niedernwöhren sichergestellt.

### Bildung
In der Gemeinde sind ein Kindergarten und ein Standort der Wilhelm-Busch-Grundschule vorhanden, nachdem die Meerbecker Grundschule dieser 2014/2015 angegliedert wurde. Weiterführende Schulen befinden sich in Helpsen und Stadthagen.

### Verkehr
Über Stadthagen wird in wenigen Minuten die Bundesstraße 65 und über diese die BAB 2 in Bad Nenndorf erreicht. Der nächstgelegene Bahnhof befindet sich in Stadthagen. Im Halbstundentakt werden hier Anschlüsse in Richtung Hannover und Minden erreicht. Der ÖPNV wird durch die Schaumburger Verkehrs-Gesellschaft (SVG) bedient. Außerdem steht das Anrufbussystem Niedernwöhren zur Verfügung. Transporte per Schiff können über den Hafen Wiehagen am Mittellandkanal erfolgen.

## Persönlichkeiten
- Ernst Friedrich Gottlieb Koller (* 20. Juni 1875 in Meerbeck; † 3. Dezember 1961 ebenda), Landwirt und Politiker (DNVP).[17]
- Eugen Sturhan (* 27. Juni 1901 in Niederbecksen (bei Bad Oeynhausen); † 21. August 1963 in Bückeburg). Von 1929 bis 1956 Pfarrer in Meerbeck. Mitglied der Bekennenden Kirche.[18]